# インスタント機能
インスタント機能（インスタントきのう）とは、パーソナルコンピュータにおいて、電源オフの状態から、WindowsなどのOS起動処理を行なわず、即時にテレビ視聴などの処理を行なえる機能。メーカーによって、インスタントモード、INSTANT PLAY（インスタント プレイ）、インスタントオンなどとも呼ばれる。

## 機能例
一般的には、音楽CDやDVDの再生、TVチューナーの利用などのマルチメディア再生のほか、メールの確認やブラウジングをOSを起動させずに実現する。
この機能を持つパソコンでは、家電同様のリモコンが添付されることも多く、据置きモデルではキーボードやマウスもコードレスになっていることがある。

## 歴史
かつての8bit,16bit時代のROM OSやROM BASICのようなコンピューターとして原始的なものを除けば、オリベッティの録音再生機能付きノートパソコンがはじまりとみられる。
例外的なものとしては、TVパソコンのシャープ・X1やIBMとセガが共同開発したテラドライブなどもある。
2005年頃から、TV機能などの使い勝手向上を期して、ノートパソコンを中心に導入され始めた。
2006年現在数社のノートパソコンがこの機能を備えている。そのほか据置きのパソコンや自作向けのベアボーンキットにも採用例がある。

## 実現手段
これらの組み込みマルチメディア機能には、多くの場合組み込みシステム用のオペレーティングシステムが利用されており、広義のマルチブートシステムとも考えられる。
利用されるOSとしては、Linux、Windows Embeddedなどが挙げられる。